# Acanthosyris asipapote
Acanthosyris asipapote é uma espécie de planta da família Santalaceae. É endémica da Bolívia e está ameaçada pela perda de habitat.